# Československá basketbalová liga 1978/1979
1. basketbalová liga 1978/1979 byla v Československu nejvyšší ligovou basketbalovou soutěží mužů, v ročníku 1. ligy hrálo 12 družstev. Inter Bratislava získal titul mistra Československa, Zbrojovka Brno skončila na 2. místě a Dukla Olomouc na 3. místě. Oba dva nováčci (RH Pardubice, Slávia VŠD Žilina) se zachránili. Z ligy sestoupila dvě družstva – Chemosvit Svit a Slávia VŠT Košice.
Konečné pořadí:
1. Inter Bratislava (mistr Československa 1979) – 2. Zbrojovka Brno – 3. Dukla Olomouc – 4. Slavia VŠ Praha – 5. NHKG Ostrava – 6. RH Pardubice – 7. Sparta Praha – 8. Slávia VŠD Žilina – 9. Baník Ostrava – 10. Baník Prievidza – další 2 družstva sestup z 1. ligy: 11. Chemosvit Svit – 12. Slávia VŠT Košice

## Systém soutěže
Všech dvanáct družstev hrálo dvoukolově každý s každým (zápasy doma – venku), každé družstvo odehrálo 22 zápasů. Poté po rozdělení do dvou skupin podle pořadí každé družstvo ve skupině odehrálo dalších 10 zápasů, tedy celkem 32 zápasů.

## Konečná tabulka 1978/1979
| Poř. | Tým               | Z  | V  | P  | Skóre     | Body |
| ---- | ----------------- | -- | -- | -- | --------- | ---- |
| 1.   | Inter Bratislava  | 32 | 27 | 5  | 3107:2560 | 59   |
| 2.   | Zbrojovka Brno    | 32 | 25 | 7  | 3198:2824 | 57   |
| 3.   | Dukla Olomouc     | 32 | 17 | 15 | 2907:2771 | 49   |
| 4.   | Slavia VŠ Praha   | 32 | 15 | 17 | 2735:2858 | 47   |
| 5.   | NHKG Ostrava      | 32 | 14 | 18 | 2761:2814 | 46   |
| 6.   | RH Pardubice      | 32 | 13 | 19 | 2605:2792 | 45   |
|      |                   |    |    |    |           |      |
| 7.   | Sparta Praha      | 32 | 17 | 15 | 2880:2871 | 49   |
| 8.   | Slávia VŠD Žilina | 32 | 15 | 17 | 2597:2724 | 47   |
| 9.   | Baník Ostrava     | 32 | 14 | 18 | 2697:2712 | 46   |
| 10.  | Baník Prievidza   | 32 | 14 | 18 | 2666:2802 | 46   |
| 11.  | Chemosvit Svit    | 32 | 11 | 21 | 2706:2873 | 43   |
| 12.  | Slávia VŠT Košice | 32 | 10 | 22 | 2610:2893 | 42   |

## Sestavy (hráči, trenéři) 1978/1979
- Internacionál Slovnaft Bratislava: Stanislav Kropilák, Marian Kotleba, Peter Rajniak, Vladimír Padrta, Justin Sedlák, Pavol Bojanovský, Mašura, Plesník, Hagara, Považanec, Kevenský. Trenér Rudolf Stanček
- Zbrojovka Brno: Kamil Brabenec, Vojtěch Petr, Josef Nečas, Jiří Jandák, Vlastimil Havlík, Šrámek, Josef Šťastný, M. Svoboda, J. Hartig, Jimramovský, Procházka. Trenér František Konvička.
- Dukla Olomouc: Jiří Pospíšil), Zdeněk Kos, Pavel Pekárek, Vlastibor Klimeš, Julius Michalík, Zdeněk Terzijský, Lauermann, Váňa, Dérer, M. Žák, Dvořák. Trenér Drahomír Válek
- Slavia VŠ Praha: Gustáv Hraška, Jaroslav Skála, Vladimír Ptáček, Bulla, M. Šťastný, Dorazil, Hájek, Doleček, Novotný. Trenér Jaroslav Šíp
- NHKG Ostrava: Zdeněk Böhm, Suchánek, Kocúr, Rubíček, Buryan, Vršecký, Barták, Pršala, Kocian, Lipka. Trenér J. Stéblo
- RH Pardubice: Jaroslav Kantůrek, Jaroslav Beránek, Miloš Kulich, Jan Faltýnek, Miroslav Zuzánek, Formánek, Josef Kurka, Jiří Voltner, Cieslar, Sýkora, František Burgr, Brejcha, Jan Skokan. Trenér Luboš Bulušek
- Sparta Praha: Dušan Žáček, Ladislav Rous, Zdeněk Douša, Jiří Baumruk, Josef Klíma, Ludvík Šereda, Lukáš Rob, Libor Vyoral, Jiří Brůha, M. Celba. Trenér Jiří Baumruk
- Slávia VŠD Žilina: Jan Bobrovský, Jiří Zedníček, Kurčík, M. Hrnčiar, L. Hrnčiar, Jelínek, Faith, Nevřela, Majchrák, Rendla, Špiner, Švábik. Trenér M. Rožánek
- Baník Ostrava: Jan Blažek, Martin Brázda, Pavel Škuta, Milan Korec, Stehlík, Č.Lacina, J.Lacina, Arpáš, Novický, Holúbek, Bednařík. Trenér Zdeněk Hummel
- Baník Prievidza: Peter Chrenka, David, Kristiník, Urban, Vilner, Peter Steinhauser, Tóth, Mikuláš, Toporka, Krivošík, Knob, Polák, Krištof. Trenér K. Klementis
- Chemosvit Svit: Jozef Straka, Miloš Pažický, Majerčák, Míčka, Ivan, Benický, Sako, Varga, Štaud, Mačovský. Trenér M. Bryndák
- Slávia VŠT Košice: Jiří Zídek, Milan Voračka, Juraj Žuffa, Miklošik, Novitzký, Matyáš, Miščík, Štofíra, Koščo, Kubovčík, Strnad, Bindas, Kollár, Hudák. Trenéři J. Pavlík, I. Rosíval

## Zajímavosti
- Mistrovství světa v basketbalu mužů 1978 se konalo na Filipínách (Manila). Československo skončilo ze 14 týmů na 9. místě, hrálo v sestavě: Kamil Brabenec 188 bodů /7 zápasů, Stanislav Kropilák 109 /7, Zdeněk Kos 106 /7, Vlastibor Klimeš 73 /7, Marian Kotleba 45 /5, Gustáv Hraška 44 /7, Zdeněk Douša 30 /4, Vladimír Ptáček 28 /4, Vojtěch Petr 23 /6, Vlastimil Havlík 14 /7, Pavol Bojanovský 10 /4, Jiří Pospíšil 10 /7, celkem 680 bodů v 7 zápasech (5-2), Trenér Pavel Petera. Konečné pořadí: 1. Jugoslávie, 2. Sovětský svaz, 3. Brazílie
- Mistrovství Evropy v basketbale mužů 1979 se konalo v květnu-červnu v Itálii Turín. Mistrem Evropy byl Sovětský svaz, Izrael byl na 2. místě, Jugoslávie na 3. místě a čtvrté skončilo Československo, které hrálo v sestavě: Kamil Brabenec 158 bodů /8 zápasů, Zdeněk Kos 101 /8, Stanislav Kropilák 89 /8, Jiří Pospíšil 82 /8, Gustáv Hraška 54 /6, Vlastibor Klimeš 52 /8, Jaroslav Skála 52 /8, Vojtěch Petr 32 /5, Vlastimil Havlík 24 /7, Peter Rajniak 24 /4, Zdeněk Douša 7 /1, Zdeněk Böhm 0 /1, celkem 675 bodů v 8 zápasech (4-4). Trenér: Pavel Petera.
- Zbrojovka Brno v Poháru evropských mistrů 1978/79 hrála 6 zápasů (4-2, 594-495), skončila na 2. místě ve čtvrtfinálové skupině E (4-2 594-495): KS Partizani Tirana, Albánie (104-83, 79-100), AEL Limassol, Kypr (125-68, 99-50) a KK Bosna Sarajevo (90-89, 97-105).
- Dukla Olomouc v Poháru vítězů pohárů 1978/79 hrála 4 zápasy (1-3, 594-495), byla vyřazena v osmifinále od KK Radnički Bělehrad (85-97, 83-111).
- Koračův pohár 1978/79
  - Inter Bratislava hrál 8 zápasů (5-3, 671-640), byl na 2. místě ve čtvrtfinálové skupině A (3-3 475-474), Arrigoni AMG Sebastiani Basket Rieti, Itálie (80-86, 69-85), EB Orthez FRA (89-73, 75-84), KK Cibona Záhřeb, Jugoslávie (83-68, 79-78).
  - Slavia VŠ Praha hrál 8 zápasů (4-4 624-656), byl na 3. místě ve čtvrtfinálové skupině A (2-4 462-514), Caen BC, Francie (75-87, 54-75), BC Éveil Monceau, Belgie (85-83, 87-86), KK Jugoplastika Split, Jugoslávie (84-91, 77-92).
- Vítězem ankety Basketbalista roku 1978 byl Zdeněk Kos.
- „All Stars“ československé basketbalové ligy – nejlepší pětka hráčů basketbalové sezóny 1978/79: Stanislav Kropilák, Zdeněk Kos, Jiří Pospíšil, Kamil Brabenec, Gustáv Hraška.